# Купшерка
Купшерка, Кокшерка — река в России, протекает в Республике Марий Эл. Устье реки находится в 55 км от устья Ировки по правому берегу. Длина реки составляет 16 км, площадь водосборного бассейна — 75,6 км².
Исток реки в деревне Актугансола в 15 км к юго-востоку от посёлка Куженер. Исток находится рядом с истоком Лажа, здесь проходит водораздел бассейнов Илети и Вятки. Река течёт на юго-восток, протекает деревни Русский Кугунур, Чебер-Юла, Мурзанаево, Осиял. Впадает в Ировку у деревень Портянур и Ирнур.

## Данные водного реестра
По данным государственного водного реестра России относится к Верхневолжскому бассейновому округу, водохозяйственный участок реки — Волга от Чебоксарского гидроузла до города Казань, без рек Свияга и Цивиль, речной подбассейн реки — Волга от впадения Оки до Куйбышевского водохранилища (без бассейна Суры). Речной бассейн реки — (Верхняя) Волга до Куйбышевского водохранилища (без бассейна Оки).
Код объекта в государственном водном реестре — 08010400712112100001609.